# デスメトキシヤンゴニン
デスメトキシヤンゴニン (Desmethoxyyangonin) または5,6-デヒドロカワイン (5,6-dehydrokawain) は、カヴァに含まれる6つの主なカヴァラクトンのうちの1つである。

## 薬理学
デスメトキシヤンゴニンはモノアミンオキシダーゼB (MAO-B) の可逆的阻害薬である。カヴァには、側坐核のドーパミン濃度を上昇させる作用があり、これはおそらくデスメトキシヤンゴニンの効果である。他にセロトニンやカテコールアミンの濃度を上昇させる効果もあり、これらの効果が、カヴァが持つと言われる注意の促進作用に寄与しているものと考えられる。
デスメトキシヤンゴニンは、CYP3A23を誘導する作用を持つ。